# Kostel Narození Panny Marie (Kotouň)
Kostel Narození Panny Marie je římskokatolický bývalý farní kostel v Kotouni, místní části obce Oselce na jižním Plzeňsku. Kostel je doložen již v polovině 14. století. Současná vrcholně barokní podoba pochází z počátku 18. století a je dílem italského stavitele Antonia de Maggio. Vedle kostela se nachází zvonice z roku 1696 a hřbitov. Pod kostelem se nachází kostnice a krypta.
Jméno kostela je někdy uváděno jako „Kostel Nanebevzetí Panny Marie“, ale jedná se o chybné označení.

## Historie

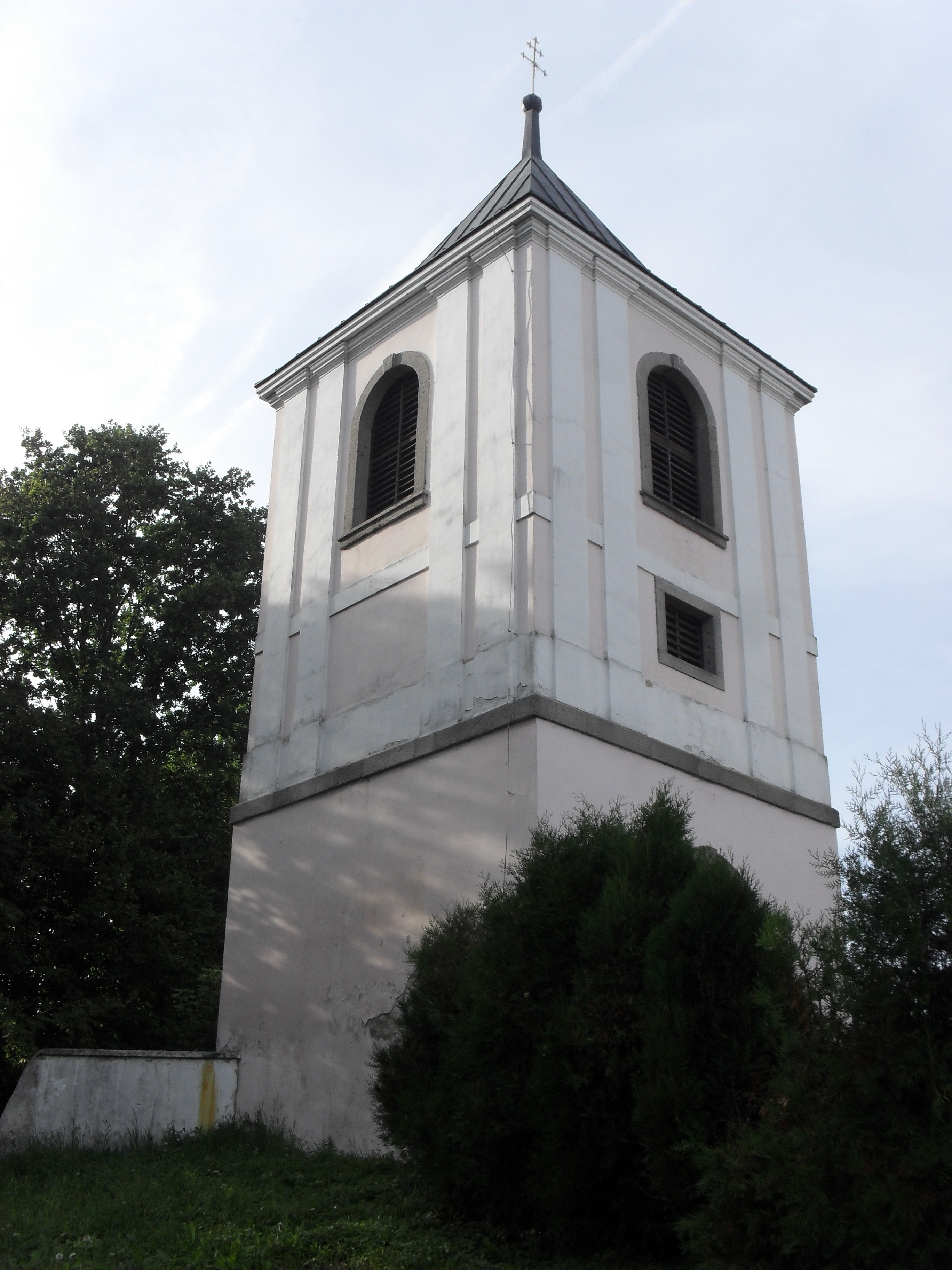
Zvonice z roku 1696

Kostel v Kotouni prokazatelně stál již v polovině 14. století. Původně šlo o nevelkou gotickou stavbu, která měla být údajně mírně zapuštěna pod úroveň terénu. Později byl kostel rozšířen. Současná vrcholně barokní podoba kostela je dílem italského stavitele Antonia de Maggio z let 1704–1705. V roce 1730 kostel vyhořel. V roce 1784 byly přistavěny oratoře kostela a také bylo upraveno východní průčelí. V letech 1915–1934 probíhaly větší opravy kostela. V interiérech kostela se nachází obrazy s výjevy ze života Panny Marie.

### Kostnice s kryptou
V minulosti byl kostel významným pohřebištěm šlechty z okolí. V prvé řadě jsou zde pohřbeni členové rodiny Janovských z Janovic na Oselcích, kteří byli patrony kostela. Dále jsou zde pohřbeni členové okolní šlechty, kteří byli členové zdejší farnosti. Pod podlahou kostela bylo pohřbeno celkem 56 osob. Nachází se zde také nemalá kostnice, která pravděpodobně obsahuje ostatky z původního kotouňského hřbitova. Ostatky sem byly přeneseny, když se rozšiřoval původní kostel do současné barokní podoby, při které byly narušeny okolní hroby. Kolem poloviny 18. století byly kosti úhledně vyskládány do výšky 180–200 cm. Celkem by se v kostnici mělo nacházet 20 m³ kostí. Vstupní prostor kostnice sloužil jako kaple pro zádušní bohoslužby za zdě pohřbené členy rodu Boos-Waldecků, kteří jsou pohřbeni v prostoru za kaplí. Nachází se zde osm rakví, z toho jedna je dětská. První člen rodu zde byl pohřben v roce 1887, poslední v roce 1917. Kostnice s kryptou nejsou přístupné veřejnosti.